# 真造圭伍
真造 圭伍（しんぞう けいご、1987年1月23日 - ）は、日本の漫画家。男性。石川県出身。東京造形大学美術学科絵画専攻卒業。妻は漫画家の谷口菜津子。
『なんきん』でデビューし、2009年に『月刊!スピリッツ』（小学館）で開始した『森山中教習所』で連載デビュー。『月刊モーニングtwo』（講談社）において『ノラと雑草』を連載。

## 来歴
埼玉県立芸術総合高等学校卒業後、東京造形大学美術学科絵画専攻卒業。
『週刊ビッグコミックスピリッツ』（小学館）の「スピリッツ賞」に投稿ののち、大学3年時に『なんきん』でデビューした。
その後『月刊!スピリッツ』（同）に『森山中教習所』を、『週刊ビッグコミックスピリッツ』に『ぼくらのフンカ祭』を連載。
2012年12月に平成23年度 第16回文化庁メディア芸術祭マンガ部門新人賞を受賞。
2020年4月30日、悪性リンパ腫による抗がん剤治療のため、モーニング・ツーで掲載している『ノラと雑草』の連載を一時中断すると発表した。その後回復と共に連載を再開し、同年11月18日、悪性リンパ腫完全寛解を発表。

## 逸話
マリー・ポムピュイとセバスチャン・コセによる作画ユニット『ケラスコエット』によるバンド・デシネ作品『かわいい闇』を読んだことがきっかけで、「家猫ぶんちゃんの一年」(『休日ジャンクション: 真造圭伍短編集』 収録)を描いたという。

## 作品リスト

### 漫画作品
- 森山中教習所（『月刊!スピリッツ』2009年11月号 - 2010年9月号）
- みどりの星（『週刊ビッグコミックスピリッツ』2013年13号 - 2014年11号）
- トーキョーエイリアンブラザーズ（『月刊！スピリッツ』2015年8月号 - 2017年1月号）
- ノラと雑草（『月刊モーニングtwo』2018年6号[9] - 2020年10号）
- ひらやすみ（『週刊ビッグコミックスピリッツ』2021年21・22合併号[10] - 連載中）

### 書籍
- 『森山中教習所』、小学館〈ビッグコミックス〉2010年、全1巻
- 『ぼくらのフンカ祭』小学館〈ビッグスピリッツコミックススペシャル〉、2012年7月発売、ISBN 978-4-09-184599-3
- 『台風の日: 真造圭伍短編集』小学館〈ビッグスピリッツコミックススペシャル〉、2012年7月発売、ISBN 978-4-09-184600-6
- 『みどりの星』、小学館〈ビッグコミックス〉2013年 - 2014年、全4巻
  1. 2013年6月、ISBN 978-4-09-185229-8
  2. 2013年9月、ISBN 978-4-09-185409-4
  3. 2013年12月、ISBN 978-4-09-185690-6
  4. 2014年3月、ISBN 978-4-09-186019-4
- 『トーキョーエイリアンブラザーズ』、小学館〈ビッグスピリッツコミックス〉2016年 - 2017年、全3巻
- 『休日ジャンクション: 真造圭伍短編集』小学館〈ビッグコミックス〉、2016年7月7日発売、ISBN 978-4-09-187708-6
- 『ノラと雑草』、講談社〈モーニングKC〉2018年 - 2020年、全4巻
  1. 2018年11月22日発売[11]、ISBN 978-4-06-513608-9
  2. 2019年6月21日発売[12]、ISBN 978-4-06-516110-4
  3. 2020年1月23日発売[13]、ISBN 978-4-06-518258-1
  4. 2020年10月23日発売[14]、ISBN 978-4-06-521075-8
- 『ひらやすみ』、小学館〈ビッグコミックス〉2021年 - 、既刊9巻（2025年7月30日現在）
  1. 2021年9月10日発売[15]、ISBN 978-4-09-861118-8
  2. 2021年12月10日発売[16]、ISBN 978-4-09-861204-8
  3. 2022年4月28日発売[17]、ISBN 978-4-09-861299-4
  4. 2022年9月30日発売[18]、ISBN 978-4-09-861408-0
  5. 2023年3月30日発売[19]、ISBN 978-4-09-861604-6
  6. 2023年8月30日発売[20]、ISBN 978-4-09-862522-2
  7. 2024年4月11日発売[21]、ISBN 978-4-09-862690-8
  8. 2024年11月28日発売[22]、ISBN 978-4-09-863106-3
  9. 2025年7月30日発売[23]、ISBN 978-4-09-863519-1
- 『センチメンタル無反応 真造圭伍短編集』小学館〈ビッグスピリッツコミックススペシャル〉、2022年9月30日発売、ISBN 978-4-09-861439-4

### その他
- 『ひらやすみ』第2巻発売記念 和山やまとの対談（『週刊ビッグコミックスピリッツ』2022年2・3合併号[24]）

## メディア出演

### テレビ
- 漫道コバヤシ #96（2023年6月28日、フジテレビONE[25]）
- 川島・山内のマンガ沼 #129・#130（2023年7月29日・8月5日、読売テレビ/日本テレビ系列[26][27]）